# روزا مانوس
روزيت سوزانا (روزا) مانوس، ولدت في 20 أغسطس 1881 وتوفيت إما في أوشفيتز أو رافينسبروك عام 1942. كانت يهودية هولندية من دعاة السلام وناشطة لحقوق المرأة وشاركت في الحركات النسائية والحركات المناهضة للحرب. شغلت منصب رئيسة جمعية حق المرأة في التصويت، ونائبة رئيس الجمعية الهولندية لمصالح المرأة والمساواة في المواطنة، وكانت أحد الأعضاء المؤسسين للرابطة النسائية الدولية للسلام والحرية. كانت تؤمن إيمانًا راسخًا أن بإمكان النساء العمل معًا في جميع أنحاء العالم لتحقيق السلام. شاركت في العمل النسوي لنحو ثلاثين عامًا خلال حياتها وكانت تُعرف باسم النسوية الليبرالية العالمية.

## السنوات المبكرة
وُلدت روزيت سوزانا مانوس عام 1881 في أمستردام بهولندا، وهي الثانية من بين سبعة أطفال لأبوين يهوديين ثريين. كان والدها هنري فيليب مانوس، تاجر تبغ، ووالدتها كانت ربة منزل. كان التعليم في المنزل هو القاعدة بالنسبة للمرأة اليهودية خلال ذلك الوقت، ولم تكن تربية مانوس مختلفة. منعها والدها من الالتحاق بالجامعة وأن تصبح ممرضة. لذلك، أصبح النشاط منفذًا لها. بصفتها امرأة ثرية، ومليونيرة في العصر الحديث من خلال الميراث، انضمت مانوس إلى صفوف النخبة من القيادات النسائية الناشطة.

## حق المرأة في التصويت والعمل السلمي

### حق التصويت
انخرطت مانوس في الحركة الدولية لحق المرأة في التصويت عام 1908 في مؤتمر التحالف الدولي لحق المرأة في التصويت، الذي أعيدت تسميته لاحقًا باسم التحالف الدولي للمرأة. في مؤتمر عام 1908، التقت بالداعية الهولندية أليتا جاكوبس والناشطة الأمريكية كاري تشابمان كات، التي أصبحت لاحقًا زميلتها وصديقتها مدى الحياة.
عام 1915، لعبت مانوس دورًا أساسيًا في تنظيم المؤتمر الدولي للمرأة في لاهاي، حيث عُيَّنت سكرتيرة للجنة الدولية الجديدة للمرأة من أجل السلام الدائم، والتي عُرفت فيما بعد باسم الرابطة النسائية الدولية للسلام والحرية.
رافقت مانوس كاري تشابمان كات، التي كانت آنذاك رئيسة الاتحاد الدولي للجنوب الأفريقي، في جولة حول العالم في 1922-1923. قاموا بجولة في أمريكا اللاتينية (زاروا البرازيل والأرجنتين وأوروغواي وتشيلي والبيرو) حيث التقوا بالعديد من الناشطات، بما في ذلك بيرثا لوتز، وناقشوا قضايا حق المرأة في الاقتراع في أمريكا اللاتينية.

### حركات السلام
شاركت مانوس في عدد من حركات السلام طوال الثلاثينيات. عملت سكرتيرة للجنة السلام ونزع السلاح، وهي منظمة نسائية دولية. اشتملت وظيفتها على جمع التواقيع للاحتجاج على الحرب قبل انعقاد مؤتمر نزع السلاح في جنيف عام 1932.

### المنظمات النسائية الأخرى
في عام 1935، أنشأت مانوس مع جوانا نبر وويليمين بوستهوموس-فان دير غوت، الأرشيف الدولي للحركة النسائية، والذي عُرف فيما بعد باسم مركز المعلومات والأرشيف الدولي للحركة النسائية. توجد أوراق مانوس حاليًا في هذه المحفوظات، ومع ذلك، جرى استردادها فقط في عام 1992 عندما عُثر عليها في موسكو. عندما غزا النازيون هولندا في عام 1940، أخذوا الأوراق ونقلوها إلى مكان غير معروف في برلين. كيف ومتى نُقلت أوراقها من برلين إلى موسكو هو أمر مجهول ولكن يبدو أن جزءًا بسيطًا فقط من وثائقها قد نجا.

## وفاتها
اعتقل البوليس السري الألماني مانوس بين 10 أغسطس و14 أغسطس 1941 ورحّلوها إلى ألمانيا. اعتقلوها بسبب تصرفاتها كناشطة سلمية، لكنهم رحلوها لأنها يهودية وليس بسبب أفعالها السياسية. نُقلَت أولًا إلى أوشفيتز ثم نُقلت إلى معسكر اعتقال رافنسبروغ (معسكر للسجناء السياسيين واليهود) بالقطار في أكتوبر 1941. من المحتمل أن تكون مانوس قد تعرضت للاختناق بالغاز في بيرنبرغ عام 1942، ولكن هناك معلومات متضاربة حول تاريخ وفاتها. تشير مصادر متعددة إلى أنها قُتلت في مستشفى بيرنبرغ للقتل الرحيم النازي.